# 李康先
李康先（1575年—1641年），字嵇仲，號金峩，浙江鄞县人，晚明大臣。

## 生平
万历三十四年浙江乡试第三十九名举人，三十五年（1607年），登丁未科进士。刑部观政，改翰林院庶吉士，三十七年授检讨，次年养病回籍。天启二年（1622年）二月升左赞善，三年迁右谕德，管理誥敕，四年正月升右庶子，八月与左谕德王祚远主考顺天府乡试，四年升任国子监祭酒，五年五月任实录副总裁，升詹事府協理詹事，六年升任礼部右侍郎，教习庶吉士，晋礼部左侍郎协理詹事府事，五月掌翰林院印信，又兼任经筵日讲官。
在朝中忤怒魏忠贤，糟阉党陷害，罢官回乡。崇祯初年，魏忠贤败，以原官复起用，迁任吏部左侍郎。晋升礼部尚书。因为黎元宽陈情，被视为其“党人”。
崇桢八年（1635年），因被诬告在科考时磨勘举子试卷的罪名，削籍回乡。

## 著作
- 《杨太宰碧川先生文集叙》

## 遗迹
- 今宁波城西天一巷李尚书第[6]

## 家族
曾祖李堂，工部右侍郎兼左佥都御史。祖父李维孝，庐州府通判。父李承寀，教谕。前母黄氏，母杨氏。慈侍下。兄庆先、應先、庲先。